# Eilpe

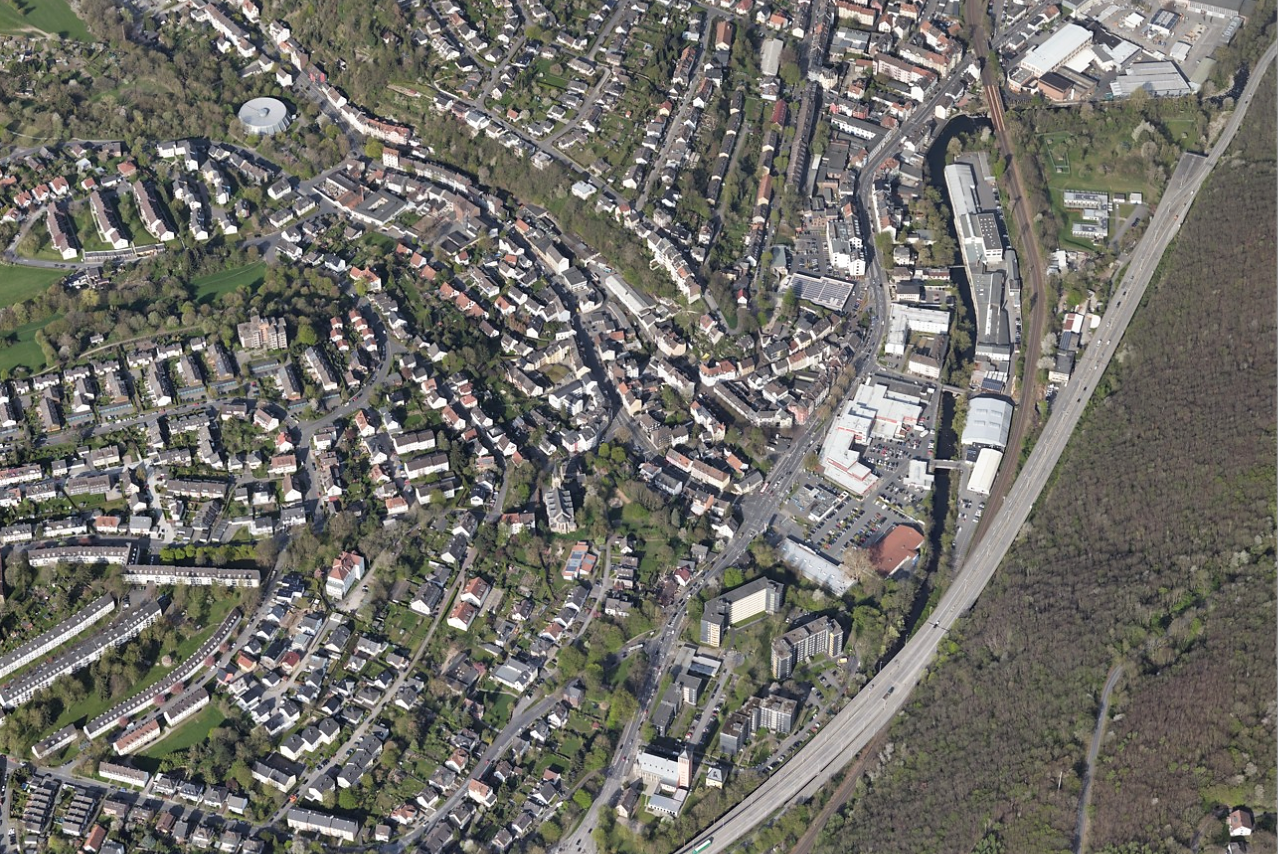
Luftbild vom Hagener Stadtteil Eilpe

Eilpe ist ein Stadtteil im Stadtbezirk Eilpe/Dahl der kreisfreien Großstadt Hagen in Nordrhein-Westfalen. Die ehemalige eigenständige Gemeinde Eilpe wurde 1876 zusammen mit dem Stadtteil Wehringhausen eingemeindet. 2024 lebten 12.281 Einwohner in den beiden Wohnbezirken Eilpe-Nord und Eilpe-Süd/Selbecke.

## Geografie

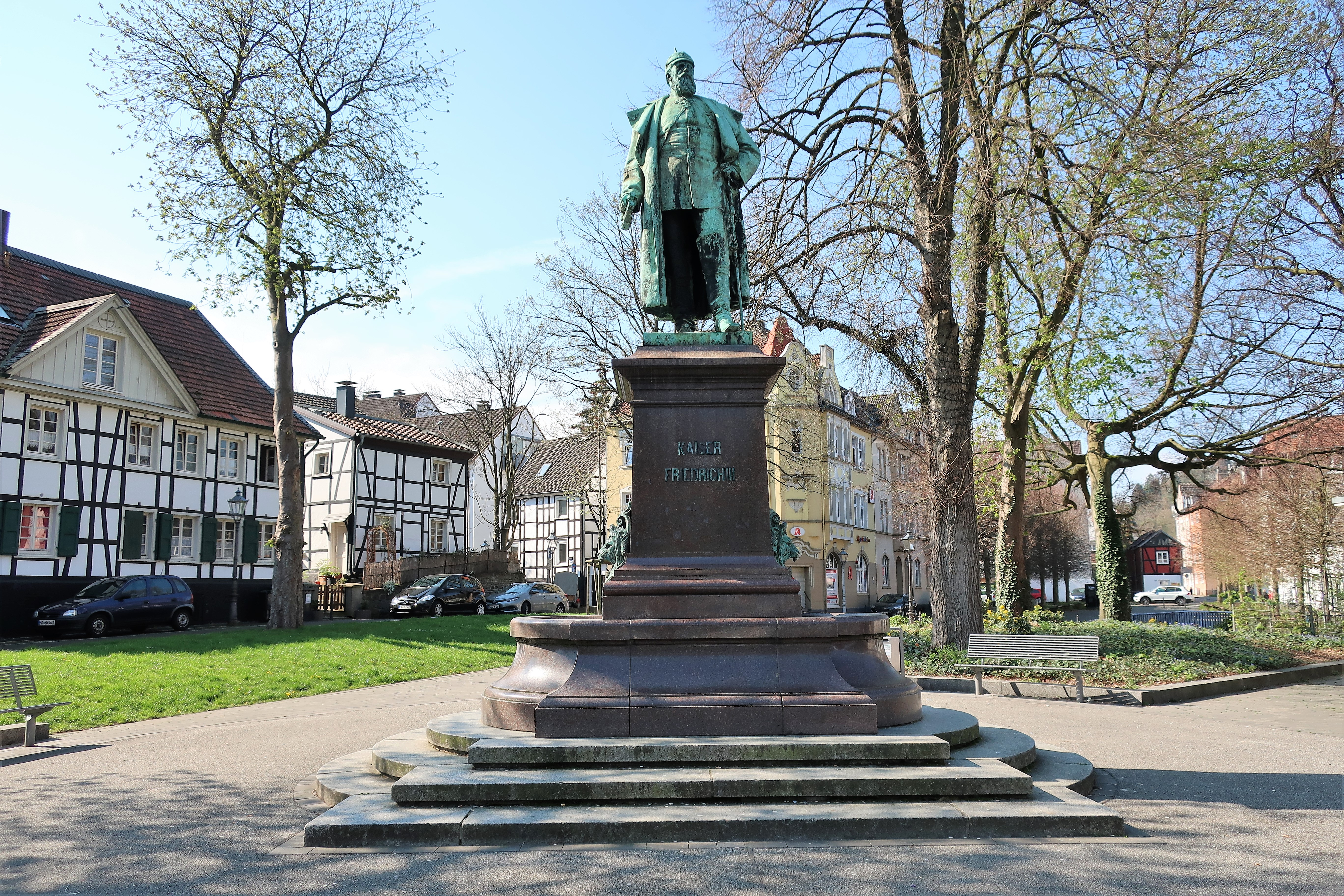
Kaiser-Friedrich-Denkmal

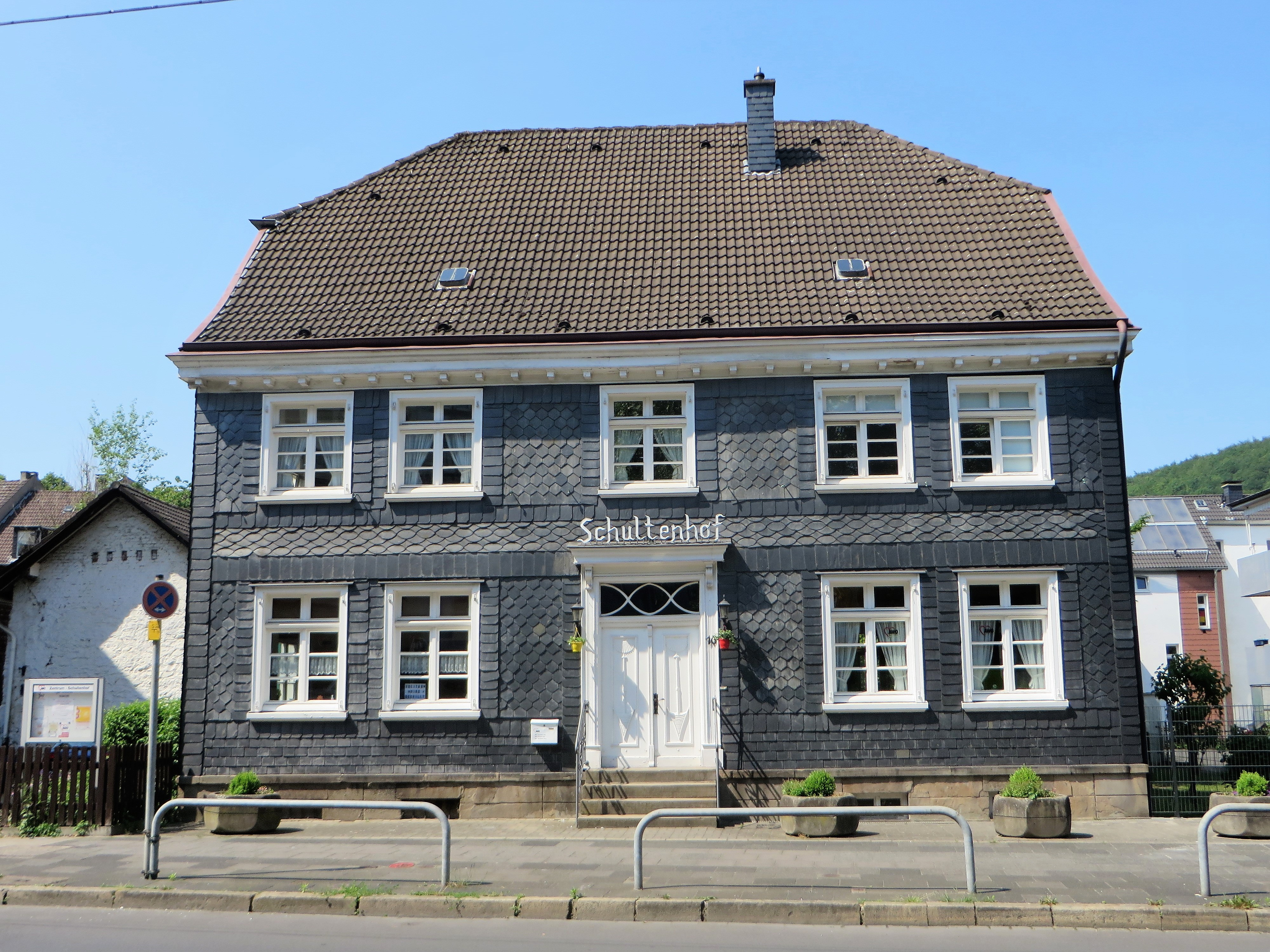
Baudenkmal Schultenhof

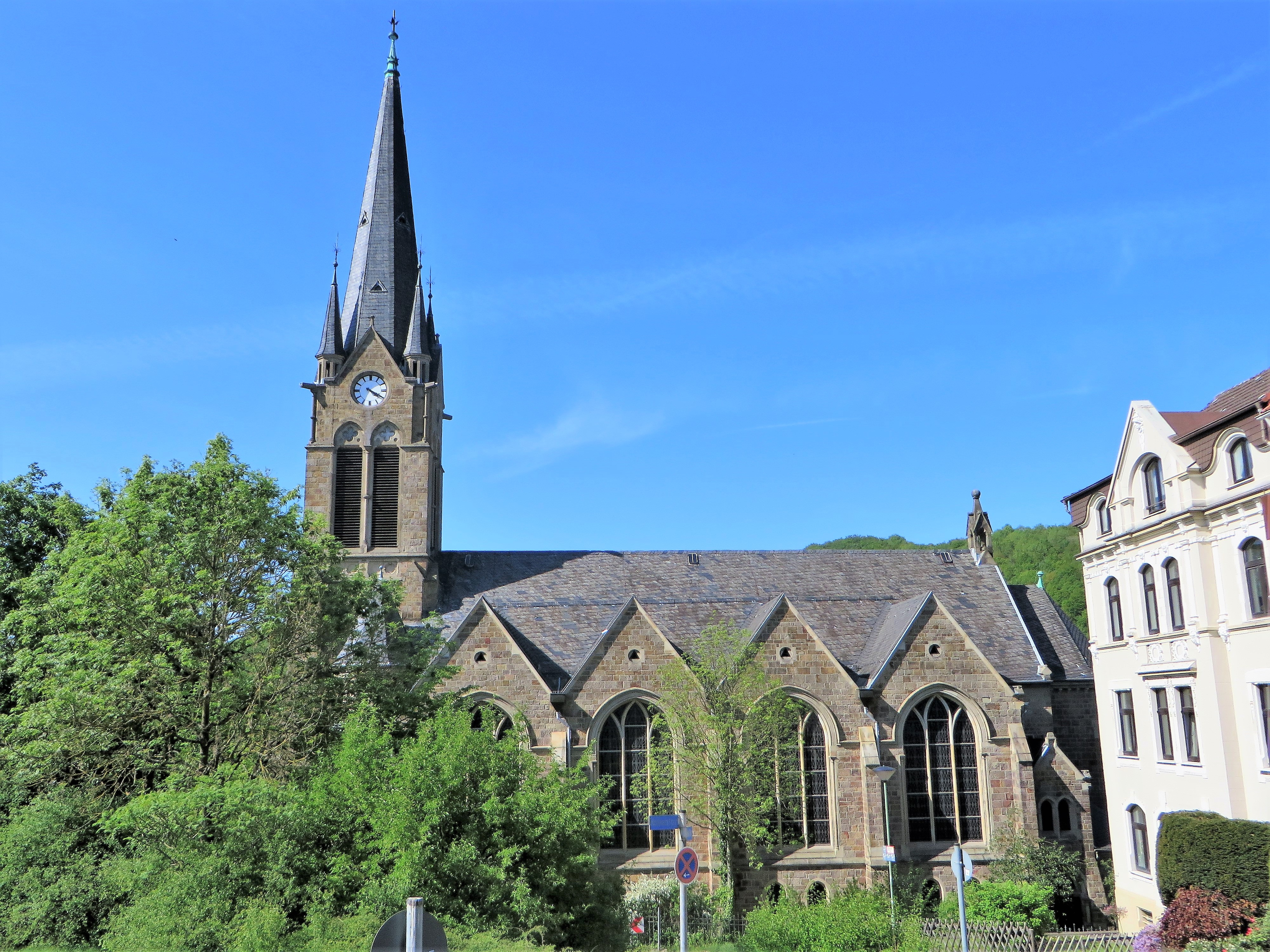
Evangelisch-luth. Christuskirche

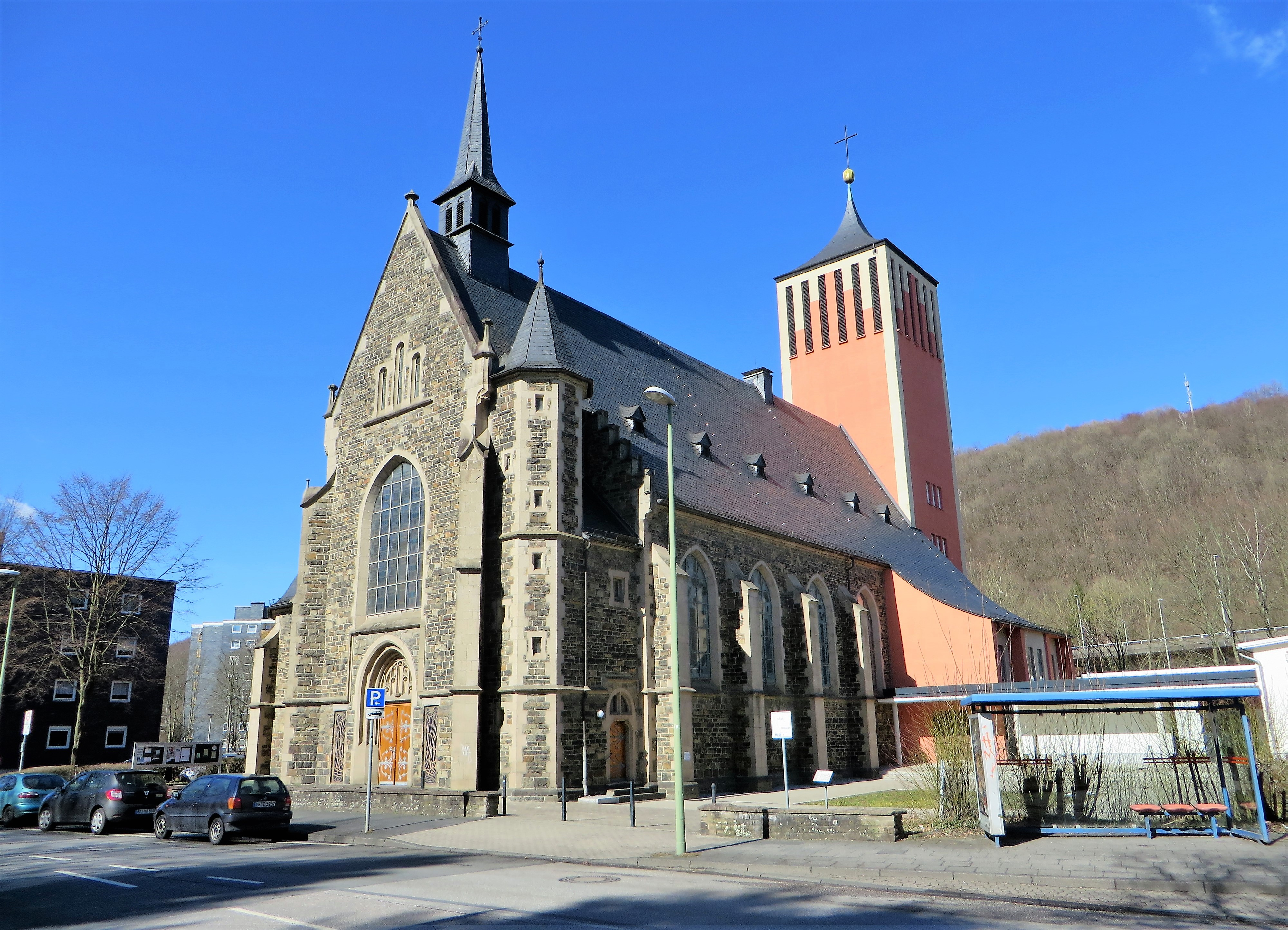
Katholische Herz Jesu Kirche

Der Stadtteil liegt südöstlich des Stadtzentrums von Hagen überwiegend am linken Ufer der Volme. Östlich angrenzend liegt der Stadtteil Delstern, südwestlich der Stadtteil Selbecke und nordöstlich der Stadtteil Emst. Durch Eilpe führt die Bundesstraße 54 und die Bahnstrecke Hagen–Dieringhausen. Über eine das Volmetal überquerende Zubringerstraße ist der Stadtteil mittels der Autobahnanschlussstelle Hagen-Süd an die Bundesautobahn 45 angeschlossen. Südwestlich liegt das Landschaftsschutzgebiet Selbecke und südlich das Landschaftsschutzgebiet Eilper Berg/Langenberg.

## Geschichte
Eine 1983 bei Bauarbeiten am „Riegerbusch“ im Volmetal bei Eilpe angeschnittene Fundschicht enthielt das einheitlich wirkende Inventar eines Lagerplatzes der Frühen Mittelsteinzeit. Die hier entdeckten, rund 10.000 Jahre alten Funde setzen sich aus den typischen Jagdwaffenprojektilen (Mikrolithen) sowie mehreren Werkzeugen, Schlagsteinen, Retuscheuren für die Produktion von Geräten und einer großen Menge Abfallstücken der Steinbearbeitung zusammen. Einige dieser Funde werden heute im Museum für Ur- und Frühgeschichte Wasserschloss Werdringen ausgestellt.
Erstmals urkundlich erwähnt wurde ein Hof in Eilpe im Jahr 1019. Es handelt sich um die älteste Nachricht einer Siedlung auf dem heutigen Gebiet der Großstadt Hagen. In der am 3. Mai 1019 vom Kölner Erzbischof Heribert ausgestellten Urkunde, übereignet er an die von ihm gestiftete Abtei Deutz am Tag ihrer feierlichen Weihe sämtliche ihr bis dahin von ihm geschenkten Besitzungen, darunter auch einen Hof in Eilpe (In Eilpe quoque aliam). In der Folgezeit wird dieser Besitz immer wieder angeführt. So erhielt die Abtei 1147 durch eine von Papst Eugen III. ausgestellten Urkunde auch den Besitz ihres Hofes in Eilpe bestätigt (in Eilpe curtem). 1243 verpflichtete sich der Abt Philipp von Deutz in einer für den Hof Eilpe ausgestellten Urkunde, den Hofesschulten (villicus) nur aus der familia, also der Hofgemeinschaft, zu bestellen und keinen Fremden in dieses Amt einzusetzen. Der Deutzer Hof in Eilpe war ein grundherrlicher Hofkomplex, bestehend aus einem Haupthof (Fronhof) und ihm zugeordnete Unterhöfe (Bauernstellen). Später war die Grundlage der bäuerlichen Wirtschaft die Markenordnung (Eilper Mark) mit den „Markerben“. 
Der Ortsname wurde über Jahrhunderte unterschiedlich mit Elipe (1147), Eilepe (1160), Elepe (1285), Eylepe (15. Jh.) oder Eylpe (1486) geschrieben. Im Ortsnamen ist das Grundwort -apa (= Wasser) enthalten. Das Bestimmungswort lässt sich zwar nicht zweifelsfrei klären, jedoch könnte eine Verbindung mit einem Wort für Rinne als auch eine Bezeichnung für den Egel mögliche Lösungen darstellen.
Die Bauerschaft Eilpe gehörte im Amt Wetter, Kirchspiel und Gericht Hagen zur Grafschaft Mark. Im Schatzbuch der Grafschaft Mark von 1486 werden in der Eylper Burschop 16 steuerpflichtige Hofbesitzer mit einer Abgabe zwischen 1 oirt (¼ Gg) und 8 Goldgulden genannt. Von ihnen hatte Gerwyn to Eylpe mit 8 Gg die höchste Abgabe zu leisten. Im Schatzzettel von 1631 gab es schon 33 Abgabepflichtige, von denen mit 6 Reichsthalern der Pachthof des Schulten zu Eilpe am höchsten besteuert wurde. Die gesamte Bauerschaft war bis auf den Schulten von Eilpe noch 1705 nach Deutz zehntpflichtig.
Noch vor 1827 wurde der Nachbarort Selbecke nach Eilpe eingemeindet.
In Eilpe standen einige der ersten Rohstahlhämmer in der Grafschaft Mark. Aufgrund der Bevölkerungszunahme, der gleichzeitigen Industrialisierung und der immer stärkeren Verflechtung mit der Stadt Hagen stimmte der Gemeindevorstand von Eilpe am 28. Mai 1875 einer Eingemeindung in die Stadt Hagen zu. Die Eingemeindung von Eilpe trat am 1. Januar 1876 in Kraft.
Die Urpfaare für Eilpe war die Johanniskirche in Hagen am Markt. Erst Ende des 19. Jahrhunderts bekam Eilpe ihre beiden heutigen Kirchen. Die Evangelisch-Lutherische Christuskirche wurde im neugotischen Stil 1896 bis 1898 nach Plänen des Regierungsbaurats Karl Siebold aus Bielefeld, als dreischiffige Hallenkirche mit vier Jochen, erbaut. Am 15. März 1945 wurde die Kirche, außer dem Turm, durch Brandbomben zerstört. Im Jahr 1949 begann der Wiederaufbau des Kirchenschiffs und 1952 war die Wiedereinweihung.
Die zweite Kirche wurde 1897/98 von der Katholischen Kirchengemeinde Herz Jesu in Eilpe errichtet. Im neugotischen Stil, erst ohne Turm, von Architekt Caspar Pickel aus Düsseldorf. 1955/56 gab es eine Erweiterung der Kirche mit einem Turm in Betonbauweise. 
Seit 1920 gibt es den Friedhof der Jüdischen Gemeinde Hagen an der Hohle Straße.

## Bevölkerung
Am 31. Dezember 2024 lebten 27.281 Einwohner in Eilpe.
- Bevölkerungsanteil der unter 20-Jährigen: 20,4 % (Hagener Durchschnitt: 20,5 %)[1]
- Bevölkerungsanteil der mindestens 60-Jährigen: 28,2 % (Hagener Durchschnitt: 29,0 %)[1]
- Ausländeranteil: 25,1 % (Hagener Durchschnitt: 24,3 %)[10]

## Kulturelle Einrichtungen
In Eilpe befindet sich das Historische Centrum Hagen mit dem Stadtarchiv und dem Westfälischen Musik- und Literaturarchiv. Ferner die Galerie Hagenring und im Stadtteil Selbecke das LWL-Freilichtmuseum Hagen.

## Wirtschaft

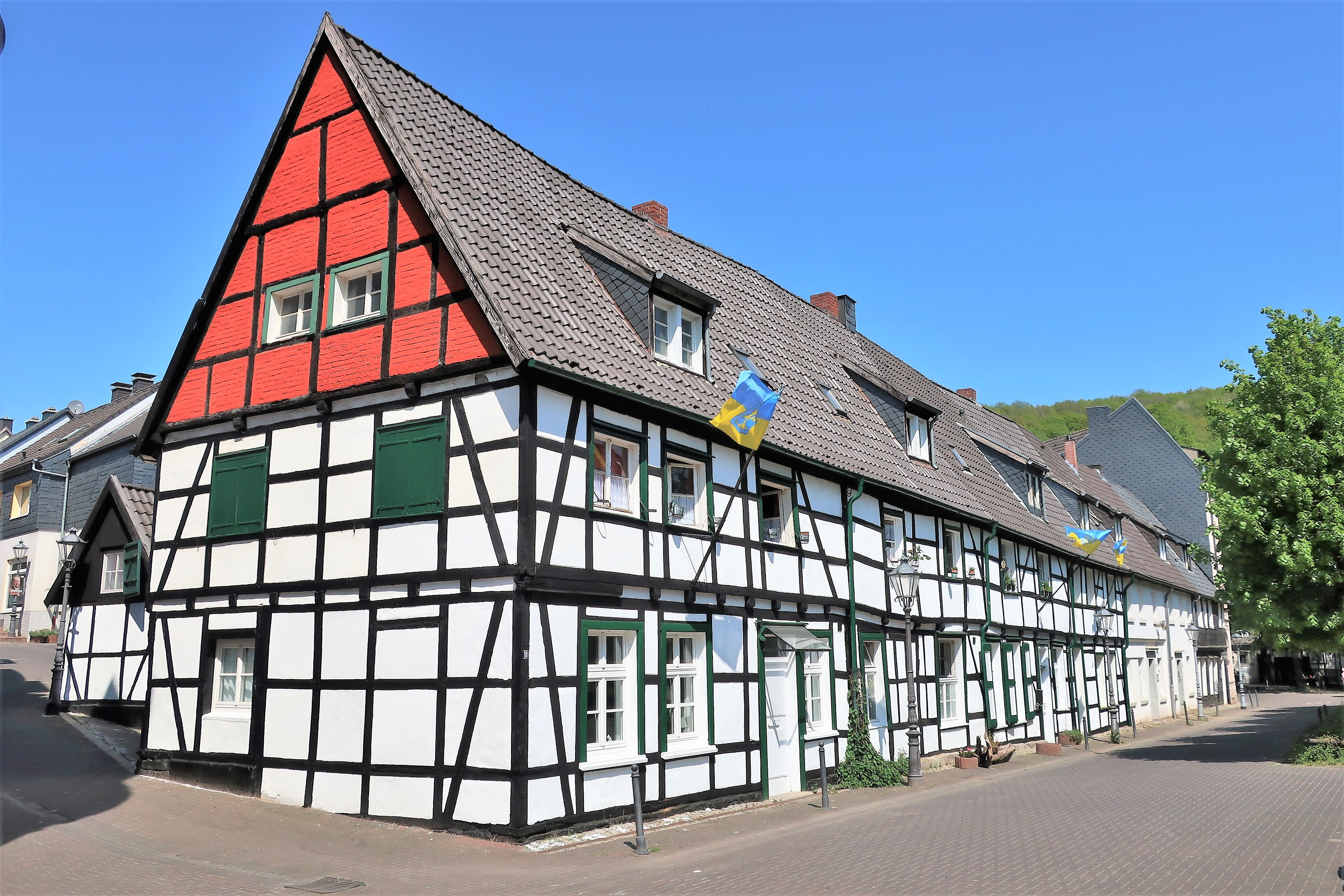
Baudenkmal Lange Riege

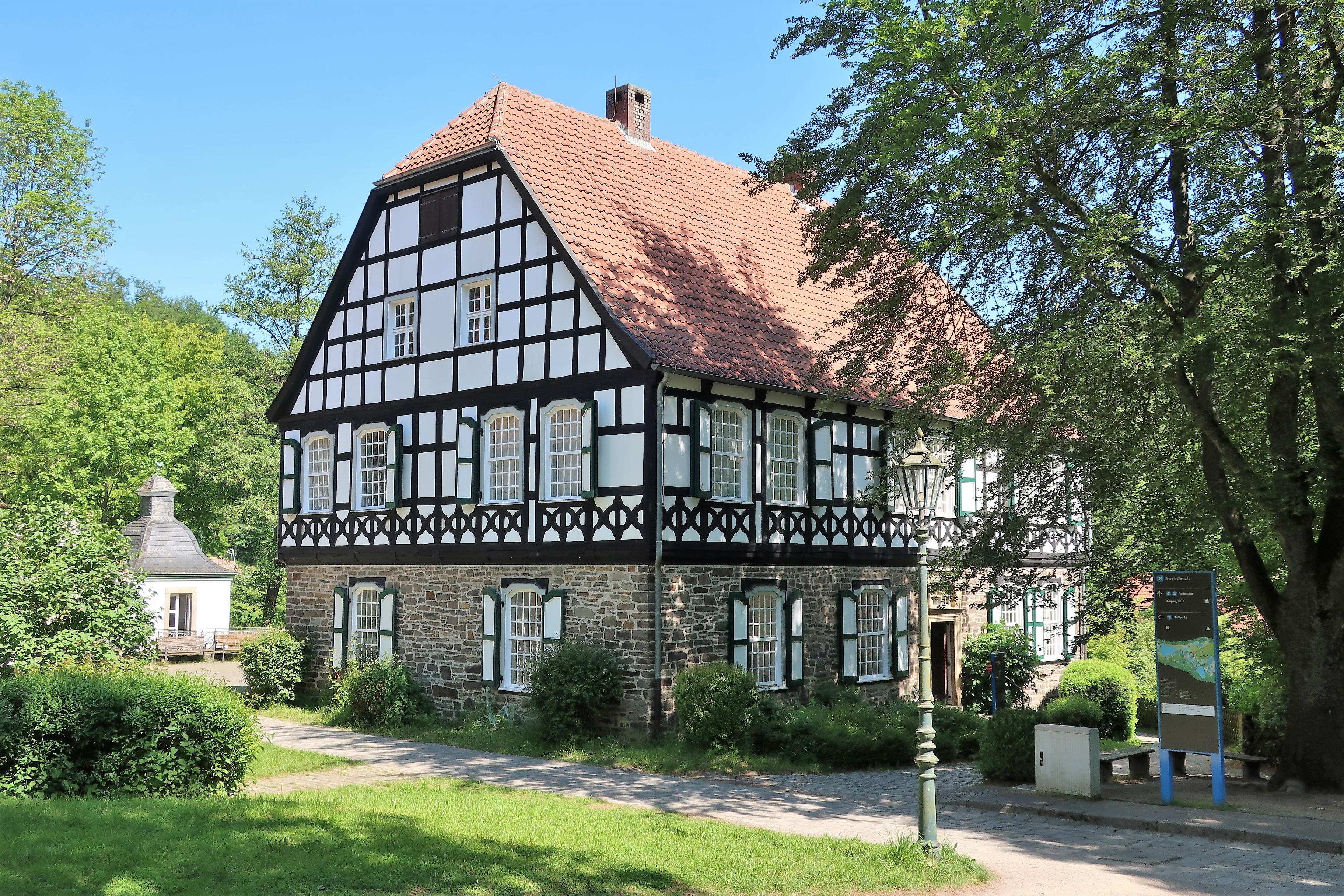
Freilichtmuseum, Haus Vorster

Für einen wirtschaftlichen Aufschwung des Ortes sorgte die Ansiedlung von Klingenschmieden aus Solingen, als am 1. Mai 1661 Kurfürst Friedrich von Brandenburg ihnen die Einrichtung einer Klingenschmiede in Eilpe genehmigte. Er erteilte ihnen zusätzlich das Privileg zur alleinigen Herstellung von Schwert- und Degenklingen in seinen Territorien. Zudem sicherte er ihnen auf 15 Jahre eine Abgaben- und Zollfreiheit zu. Ab 1750 führte die starke Konkurrenz aus Solingen und Spandau zu wachsenden Absatzproblemen der Eilper Werkstätten. Daraufhin wurden überwiegend Messer für den alltäglichen Gebrauch hergestellt. Im Jahr 1814 produzierten die Klingenschmiede 577.500 Messer im Wert von 385.000 Talern. 1850 arbeiteten noch 55 Klingenschmiede in Eilpe, bis 1899 der letzte Messerschmied aufgab. Teile der vor 1665 errichteten Wohn- und Arbeitshäuser sind heute noch vorhanden. Die „Lange Riege“, wie die Häuser im Volksmund genannt werden, gilt als älteste erhaltene Arbeitersiedlung in Westfalen.
1692 errichtete der aus Langenberg stammende Papiermacher Matthias Vorster (1659–1704) bei Delstern eine Papiermühle. Im Verlauf des 18. Jahrhunderts entwickelte sich aus dieser ersten Produktionsstätte ein überregional bedeutendes Unternehmen. 1712 eröffneten Dietrich und Adolph Vorster an der „Stennert“ in Delstern sowie 1725 auch in Eilpe zwei weitere Papiermühlen. In der „Laake“ bei Delstern entstand 1785 schließlich eine vierte Papiermühle der Familie Vorster. Durch staatliche Aufträge und Exportgeschäfte, die damals schon bis in die nordamerikanischen Kolonien reichten, erlebte die Papierherstellung im Volmetal einen großen Aufschwung. Zu den Spezialitäten der Betriebe gehörten vor allem qualitativ hochwertige Papiersorten. Um 1750 zählten die Papiermühlen an der Volme nicht nur in Preußen, sondern auch darüber hinaus zu den leistungsfähigsten ihrer Art. Ab 1878 stellte die Papierfabrik Julius Vorster auch Spezialpapier für Banknoten her. Von 1897 an folgte dann die Massenfertigung von Zeitungspapier. 1956 übernahm die 1896 gegründete Papierfabrik Kabel (heute „Kabel Premium Pulp & Paper GmbH“) das traditionsreiche Unternehmen Vorster.
1758 gründete der aus Hasperbach kommende Johann Caspar Post in Eilpe einen Rohstahlhammer. Zunächst wurden Klingen und Sensen geschmiedet. Anfang des 19. Jahrhunderts führte man als eines der ersten Unternehmen in Deutschland den Temperguss ein. 1849 wurde die erste im Raum Hagen tätige Dampfmaschine aufgestellt. Durch den Eisenbahnbau nahm die Firma „J.C. Post & Söhne, Eisen- und Stahlgiesserei“ einen großen Aufschwung, sodass um 1900 fast 700 Arbeiter beschäftigt wurden. Unter Alexander Post (1856–1936) wuchs das Werk weiterhin beträchtlich. Im Zweiten Weltkrieg fielen Werk und Patrizierhäuser der Familie Post dem Bombenkrieg zum Opfer. Beim 200-jährigen Jubiläum 1958 arbeiteten wieder 350 Personen in neu erstellten Betriebsstätten. Die Firma bestand bis 1981.
Südlich von Eilpe wird noch heute im Steinbruch bei Ambrock Grauwacke abgebaut.

## Persönlichkeiten
- Carl Schlickum (1808–1869), Illustrator, Zeichner und Maler romantischer Landschaften
- Caspar Butz (1825–1885), Schriftsteller, Herausgeber und Politiker
- Heinrich Schaberg (1833–1914), Geheimer Sanitätsrat und Ehrenbürger der Stadt Hagen
- Wilhelm Claas (1885–1966), Lehrer, Fotograf, Heimatforscher, Initiator des Freilichtmuseums
- Uwe Will (* 20. Dezember 1941), Zeichner, Maler und Bildhauer